# ATP Doha
Das ATP-Turnier von Doha (offiziell Qatar ExxonMobil Open) sind ein Tennisturnier, das seit 1993 in Doha, Katar, im Freien auf Hartplatz ausgetragen wird. Es fand bis 2020 alljährlich im Januar statt und war traditionell einer der drei ATP-Wettbewerbe, mit denen die Saison eröffnete; seitdem wird das Turnier im März ausgespielt. 2025 findet es das erste Mal als Teil der ATP Tour 500 statt.

## Geschichte
Da das Turnier zwei Wochen vor den Australian Open ausgetragen und auf demselben Belag wie in Melbourne gespielt wurde, galt die Veranstaltung als gute Vorbereitung für das erste Grand-Slam-Turnier des Jahres. Die Qatar Open waren seit ihrer Gründung Teil der niedrigsten Kategorie der Tour, der ATP Tour 250 und mit über einer Million US-Dollar Preisgeld das am höchsten dotierte Turnier der Serie. Infolge der Umstrukturierung der ATP, wonach weniger kleine Turniere ausgetragen werden sollen, wurde das Turnier 2025 auf die ATP Tour 500 hochgestuft.
Austragungsort ist der Khalifa International Tennis and Squash Complex, in dem zwischen 2008 und 2010 auch die WTA Tour Championships ausgetragen wurden. Es hat eine Gesamtkapazität von 6.911 Besuchern.

## Siegerliste
Rekordsieger im Einzel mit drei Titeln ist Roger Federer, im Doppel Rafael Nadal mit vier Titeln.

### Einzel
| Jahr | Sieger                    | Finalgegner            | Finalergebnis        |
| ---- | ------------------------- | ---------------------- | -------------------- |
| 2025 | Andrei Rubljow (2)        | Jack Draper            | 7:5, 5:7, 6:1        |
| 2024 | Karen Chatschanow         | Jakub Menšík           | 7:612, 6:4           |
| 2023 | Daniil Medwedew           | Andy Murray            | 6:4, 6:4             |
| 2022 | Roberto Bautista Agut (2) | Nikolos Bassilaschwili | 6:3, 6:4             |
| 2021 | Nikolos Bassilaschwili    | Roberto Bautista Agut  | 7:65, 6:2            |
| 2020 | Andrei Rubljow (1)        | Corentin Moutet        | 6:2, 7:63            |
| 2019 | Roberto Bautista Agut (1) | Tomáš Berdych          | 6:4, 3:6, 6:3        |
| 2018 | Gaël Monfils              | Andrei Rubljow         | 6:2, 6:3             |
| 2017 | Novak Đoković (2)         | Andy Murray            | 6:3, 5:7, 6:4        |
| 2016 | Novak Đoković (1)         | Rafael Nadal           | 6:1, 6:2             |
| 2015 | David Ferrer              | Tomáš Berdych          | 6:4, 7:5             |
| 2014 | Rafael Nadal              | Gaël Monfils           | 6:1, 6:75, 6:2       |
| 2013 | Richard Gasquet           | Nikolai Dawydenko      | 3:6, 7:64, 6:3       |
| 2012 | Jo-Wilfried Tsonga        | Gaël Monfils           | 7:5, 6:3             |
| 2011 | Roger Federer (3)         | Nikolai Dawydenko      | 6:3, 6:4             |
| 2010 | Nikolai Dawydenko         | Rafael Nadal           | 0:6, 7:68, 6:4       |
| 2009 | Andy Murray (2)           | Andy Roddick           | 6:4, 6:2             |
| 2008 | Andy Murray (1)           | Stan Wawrinka          | 6:4, 4:6, 6:2        |
| 2007 | Ivan Ljubičić             | Andy Murray            | 6:4, 6:4             |
| 2006 | Roger Federer (2)         | Gaël Monfils           | 6:3, 7:65            |
| 2005 | Roger Federer (1)         | Ivan Ljubičić          | 6:3, 6:1             |
| 2004 | Nicolas Escudé            | Ivan Ljubičić          | 6:3, 7:64            |
| 2003 | Stefan Koubek             | Jan-Michael Gambill    | 6:4, 6:4             |
| 2002 | Younes El Aynaoui         | Félix Mantilla         | 4:6, 6:2, 6:2        |
| 2001 | Marcelo Ríos              | Bohdan Ulihrach        | 6:3, 2:6, 6:3        |
| 2000 | Fabrice Santoro           | Rainer Schüttler       | 3:6, 7:5, 3:0 aufgg. |
| 1999 | Rainer Schüttler          | Tim Henman             | 6:4, 5:7, 6:1        |
| 1998 | Petr Korda                | Fabrice Santoro        | 6:0, 6:3             |
| 1997 | Jim Courier               | Tim Henman             | 7:5, 6:75, 6:2       |
| 1996 | Petr Korda                | Younes El Aynaoui      | 7:65, 2:6, 7:65      |
| 1995 | Stefan Edberg (2)         | Magnus Larsson         | 7:64, 6:1            |
| 1994 | Stefan Edberg (1)         | Paul Haarhuis          | 6:3, 6:2             |
| 1993 | Boris Becker              | Goran Ivanišević       | 7:64, 4:6, 7:5       |

### Doppel
| Jahr | Sieger                                    | Finalgegner                                | Finalergebnis     |
| ---- | ----------------------------------------- | ------------------------------------------ | ----------------- |
| 2025 | Julian Cash Lloyd Glasspool               | Joe Salisbury Neal Skupski                 | 6:3, 6:2          |
| 2024 | Jamie Murray Michael Venus                | Lorenzo Musetti Lorenzo Sonego             | 7:60, 2:6, [10:8] |
| 2023 | Rohan Bopanna (2) Matthew Ebden           | Constant Lestienne Botic van de Zandschulp | 6:75, 6:4, [10:6] |
| 2022 | Wesley Koolhof (2) Neal Skupski           | Rohan Bopanna Denis Shapovalov             | 7:64, 6:1         |
| 2021 | Aslan Karazew Andrei Rubljow              | Marcus Daniell Philipp Oswald              | 7:5, 6:4          |
| 2020 | Rohan Bopanna (1) Wesley Koolhof (1)      | Luke Bambridge Santiago González           | 3:6, 6:2, [10:6]  |
| 2019 | Pierre-Hugues Herbert David Goffin        | Matwé Middelkoop Robin Haase               | 5:7, 6:4, [10:4]  |
| 2018 | Oliver Marach Mate Pavić                  | Jamie Murray Bruno Soares                  | 6:2, 7:66         |
| 2017 | Jérémy Chardy Fabrice Martin              | Vasek Pospisil Radek Štěpánek              | 6:4, 7:63         |
| 2016 | Feliciano López Marc López (3)            | Philipp Petzschner Alexander Peya          | 6:4, 6:3          |
| 2015 | Juan Mónaco Rafael Nadal (4)              | Julian Knowle Philipp Oswald               | 6:3, 6:4          |
| 2014 | Tomáš Berdych Jan Hájek                   | Alexander Peya Bruno Soares                | 6:2, 6:4          |
| 2013 | Christopher Kas Philipp Kohlschreiber (2) | Julian Knowle Filip Polášek                | 7:5, 6:4          |
| 2012 | Filip Polášek Lukáš Rosol                 | Christopher Kas Philipp Kohlschreiber      | 6:3, 6:4          |
| 2011 | Marc López (2) Rafael Nadal (3)           | Daniele Bracciali Andreas Seppi            | 6:3, 7:64         |
| 2010 | Guillermo García López Albert Montañés    | František Čermák Michal Mertiňák           | 6:4, 7:5          |
| 2009 | Marc López (1) Rafael Nadal (2)           | Daniel Nestor Nenad Zimonjić               | 4:6, 6:4, [10:8]  |
| 2008 | Philipp Kohlschreiber (1) David Škoch     | Jeff Coetzee Wesley Moodie                 | 6:4, 4:6, [11:9]  |
| 2007 | Nenad Zimonjić Michail Juschny            | Martin Damm Leander Paes                   | 6:1, 7:63         |
| 2006 | Jonas Björkman Maks Mirny (2)             | Christophe Rochus Olivier Rochus           | 2:6, 6:3, [10:8]  |
| 2005 | Albert Costa Rafael Nadal (1)             | Andrei Pavel Michail Juschny               | 6:3, 4:6, 6:3     |
| 2004 | Martin Damm (2) Cyril Suk (2)             | Stefan Koubek Andy Roddick                 | 6:2, 6:4          |
| 2003 | Martin Damm (1) Cyril Suk (1)             | Mark Knowles Daniel Nestor                 | 6:4, 7:68         |
| 2002 | Donald Johnson Jared Palmer (2)           | Jiří Novák David Rikl                      | 6:3, 7:65         |
| 2001 | Mark Knowles (3) Daniel Nestor (2)        | Juan Balcells Andrei Olchowski             | 6:3, 6:1          |
| 2000 | Mark Knowles (2) Maks Mirny (1)           | Alex O’Brien Jared Palmer                  | 6:3, 6:4          |
| 1999 | Alex O’Brien Jared Palmer (1)             | Piet Norval Kevin Ullyett                  | 6:3, 6:4          |
| 1998 | Mahesh Bhupathi Leander Paes              | Olivier Delaître Fabrice Santoro           | 6:4, 3:6, 6:4     |
| 1997 | Jacco Eltingh Paul Haarhuis               | Patrik Fredriksson Magnus Norman           | 6:3, 6:2          |
| 1996 | Mark Knowles (1) Daniel Nestor (1)        | Jacco Eltingh Paul Haarhuis                | 7:6, 6:3          |
| 1995 | Stefan Edberg Magnus Larsson              | Andrei Olchowski Jan Siemerink             | 7:6, 6:2          |
| 1994 | Olivier Delaître Stéphane Simian          | Shelby Cannon Byron Talbot                 | 6:3, 6:3          |
| 1993 | Boris Becker Patrik Kühnen                | Shelby Cannon Scott Melville               | 6:2, 6:4          |